# Phytochemical Analysis
Phytochemical Analysis (abrégé en Phytochem. Anal.) est une revue scientifique à comité de lecture. Ce bimestriel publie des articles de recherches originales dans le domaine de la méthode analytique dans la botanique.
D'après le Journal Citation Reports, le facteur d'impact de ce journal était de 2,341 en 2014. L'actuel directeur de publication est Satyajit D. Sarker (Université de Wolverhampton, Royaume-Uni).